# Marie Jenney Howe
Marie Jenney Howe (1870-1934) était une auteure et une féministe américaine qui participa au mouvement pour le droit de vote des femmes.

## Carrière
Howe travailla comme pasteur unitarien après son diplôme en 1897 au séminaire de théologie unitarienne à Meadville en Pennsylvanie. Elle assiste Mary Augusta Safford à Sioux City et Des Moines dans l'Iowa. Elle participe à l'association de consommateur de Cleveland, puis dans celle de New York. Elle devient une responsable de la National American Woman Suffrage Association, avant de rejoindre Alice Paul dans la Congressional Union, qui devient par la suite le National Woman's Party.
En 1926 elle se rend à Paris pour écrire une biographie de George Sand, George Sand: The Search for Love, qui est publiée en 1927 et qui reçoit un accueil critique très favorable. Aidée de la petite fille de Sand, Aurore, elle traduit et édite un recueil d'extraits du journal intime de George Sand. Elle travaille avec de nombreuses féministes et écrits des essais, des articles de journaux, des discours, des pièces de théâtre, etc. Elle écrit deux pièces avec Rose Emmet Young.

## Féminisme etHeterodoxy
En 1899, après avoir lu Women and Economics, Jenney se décrit comme une « disciple » de Charlotte Perkins Gilman.
En 1912 Marie Jenney Howe fonde le groupe féministe Heterodoxy à Greenwich Village.
Durant la Première Guerre mondiale le groupe Heterodoxy est surveillé. Marie Jenney Howe est interrogée par les services secrets en 1919 à propos de ses activités politiques.

## Vie privée
Marie Jenney épouse le politicien réformateur Frederic C. Howe en 1904. Ils déménagent à New York en 1910.